# Большеизюмовский сельский округ
Большеизюмовский сельский округ (каз. Үлкен Жүзім ауылдық округі) — административная единица в составе Тайыншинского района Северо-Казахстанской области Казахстана. Административный центр — село Большой Изюм.
Население — 2008 человек (2009, 3017 в 1999, 3948 в 1989).

## Социальные объекты
В сельском округе имеются 2 общеобразовательных школы (1 средняя, 1 основная), 2 дошкольных мини-центра, 1 сельская библиотека, врачебная амбулатория, медицинский пункт.
Функционирует Приход Успения Пресвятой Богородицы Петропавловской и Булаевской Епархии.

## История
Большеизюмовский сельский совет образован 26 октября 1934 года. 24 декабря 1993 года решением главы Кокчетавской областной администрации образован Большеизюмовский сельский округ.
В состав сельского округа была присоединена часть территории ликвидированного Зареченского сельского совета (село Октябрьское) и часть территории ликвидированного Терновского сельского совета (сёла Терновка, Кенес). Село Кенес было ликвидировано в 2014 году, село Приречное — в 2015 году. В 2018 году было ликвидировано село Терновка.

## Состав
В состав округа входят такие населенные пункты:
| Населенный пункт    | Население, человек (1989) | Население, человек (1999) | Население, человек (2009) |
| ------------------- | ------------------------- | ------------------------- | ------------------------- |
| Большой Изюм, село  | 1690                      | 1533                      | 1347                      |
| Кенес, село         | 274                       | 147                       | 22                        |
| Новоприречное, село | 496                       | 447                       | 393                       |
| Октябрьское, село   | 285                       | 264                       | 98                        |
| Приречное, село     | 24                        | 11                        | -                         |
| Северное, село      | 179                       | 152                       | 96                        |
| Терновка, село      | 1000                      | 463                       | 52                        |